# Леви, Филипп де
Филипп де Леви (Philippe de Lévis) (1435—1475) — архиепископ Оша и Арля, кардинал (1473).
Родился 4 ноября 1435 года, старший сын Эсташа де Леви, барона де Келю (Quelus), и Аделаиды (Аликс) де Дама, дамы де Кюзан.
Избрал духовную карьеру. Его дядя и полный тёзка Филипп де Леви (Philippe de Lévis) 29 марта 1454 года передал ему архиепископство Ош, предварительно заручившись согласием папы Николая V. Капитул и граф Жан V д’Арманьяк воспротивились такому назначению (без выборов), но король Карл VII подтвердил права нового иерарха.
С 24 марта 1463 года архиепископ Арля (сменил в этой должности Пьера де Фуа Старшего).
По просьбе короля Рене Доброго папа Сикст IV обеспечил его избрание кардиналом на консистории 7 мая 1473 года с титулом кардинал-пресвитер Санти Марчелино э Пьетро ал Латерано (Santi Marcellino e Pietro al Laterano).
Умер в Риме 4 ноября 1475 года. Похоронен в базилике Санта-Мария-Маджоре. Его брат Эсташ де Леви (Eustache de Lévis) (ум. 22.04.1489) сменил Филиппа в должности архиепископа Арля.
Художник Антониаццо Романо (Антонио ди Бенедетто дельи Акили) в 1475 году написал портрет кардинала Арльского.